# Tenthredo arcuata
Espèce
Tenthredo arcuata est une espèce de tenthrède de la famille des Tenthredinidae (tenthrèdes communes).

## Description
Tenthredo arcuata peut atteindre une longueur d'environ 8 à 10 millimètres. Ces tenthrèdes ont un corps jaune à vert pomme avec une tête et un thorax noirs. La partie supérieure de l'abdomen présente des bandes jaune-vert et noires. Les ailes ont une couleur brun pâle avec un long ptérostigme brun.

## Biologie
Les adultes peuvent être rencontrés d'avril à juillet se nourrissant de petits insectes et de nectar et de pollen de fleurs (en particulier sur les espèces d'Apiaceae, sur Polygonum bistorta, Tanacetum vulgare et Viburnum opulus). Les larves se nourrissent la nuit de feuilles de Trifolium repens et de Lotus corniculatus,.

## Distribution et habitat
Cette espèce peut être trouvée dans la majeure partie de l'Europe. Ces tenthrèdes préfèrent les prairies riches en fleurs.

## Galerie

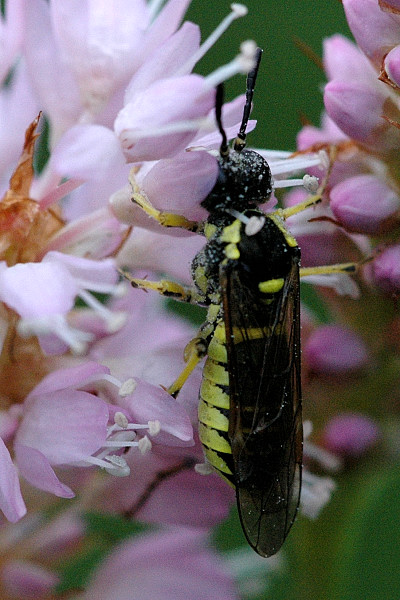
T. arcuata
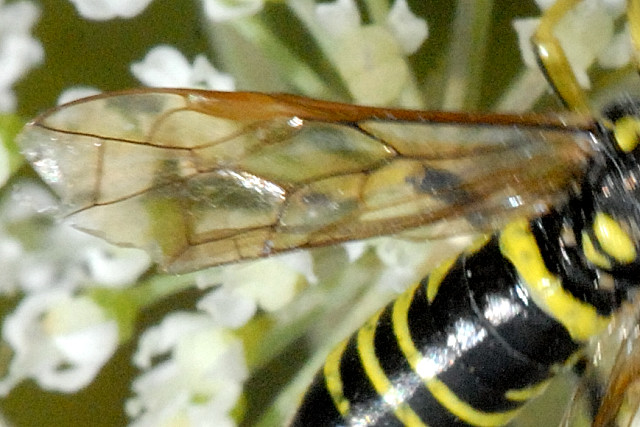
Aile de T. arcuata